# 寿 (エンジン)
寿（ことぶき）は、中島飛行機が開発・製造した空冷星型航空機用レシプロエンジンである。海軍名称として寿、陸軍にはハ1、性能向上型はハ24として採用された。単列9気筒でバルブ駆動方式はOHV。
設計的には、かつてイギリスに存在したブリストル飛行機が1923年（大正12年）に開発したジュピターのライセンスを中島飛行機が獲得し生産していたためこれを参考にしている他、同じくライセンス生産していたプラット・アンド・ホイットニーのワスプエンジンなどの影響も受けている。寿という名称はジュピターの「じゅ」にちなんでいると言われる。

## 概要
1929年（昭和4年）に開発を開始した。社内略号はNAH。開発されたのがジュピターの生産中であった事と、寿が「じゅ」と読めることからジュピターのコピーの様に思われがちであるが、ストロークが160mmであるなど構造の相違が多く、むしろ米国のライト R-1820 サイクロンの影響が色濃い。1931年（昭和6年）12月に「寿一型」、「寿二型」が制式採用となった。続いて1934年（昭和9年）10月に「寿二型改一」が1937年（昭和12年）9月には「寿二型改二」、「寿二型改三」、「寿三型」が、1938年（昭和13年）11月に「寿四一型」が制式採用となった。なお二型改二と二型改三は新旧2種類があり、1934年に完成した最初の二型改二と二型改三は1台ずつ試作されたが不採用となり、改めて同名の新しい改造型が製作されている。三型は光の原型となった旧称寿三型と制式になった寿三型があるため、混乱が生じている。
「寿五型」は寿系列のボア146mm、ストローク160mmの星型9気筒で、名前から寿四一型から続く改良型と思われるが、寿二型を基本にして1931年（昭和6年）10月から設計が開始された物である。社内略称はHS。翌年に試作機が完成しているが、減速装置の不調と重量過大が最後まで改善されなかった。
陸軍での呼称は二型改一を「ハ24」、三型を「ハ1甲」、四一型を「ハ1乙」（九七式六五〇馬力発動機）、五型を「九四式四五〇馬力発動機」としている。寿系列の総生産数は約7,000台である。

## 主要諸元 （寿2型）
※使用単位についてはWikipedia:ウィキプロジェクト 航空/物理単位も参照
- タイプ：空冷星型9気筒
- ボア×ストローク：146mm×160mm
- 排気量：24.1L
- 全長：1,021mm
- 直径：1,280mm
- 乾燥重量：350 kg
- 過給機：機械式1段1速
- 燃料供給方式：キャブレター式
- 離昇馬力　600HP/2,300RPM
- 公称馬力　500HP/2,100RPM（高度2,500m）

## 主な搭載機
- 三式艦上戦闘機（二型のみ）
- 九〇式艦上戦闘機
- 九〇式機上作業練習機(二号のみ、寿２型改２)
- フォッカー スーパーユニバーサル（一部のライセンス生産分）
- 九五式水上偵察機(二号のみ、寿２型改２)
- 九六式艦上戦闘機
- 九七式戦闘機
- 中島AT-2輸送機
  - 九七式輸送機